# Pavel Kreisinger
Pavel Kreisinger (* 1987) je český historik, specializující se na české dějiny 20. století. Od roku 2011 působí na Katedře historie Filozofické fakulty Univerzity Palackého v Olomouci.

## Dílo
- KREISINGER, Pavel: Brigádní generál Josef Bartík. Zpravodajský důstojník a účastník prvního i druhého československého odboje. Praha 2011. ISBN 978-80-87211-55-7.
- KREISINGER, Pavel: Češi a Slováci v Austrálii v 1. polovině 20. století a jejich účast ve světových válkách. Praha 2018. ISBN 978-80-200-2821-1.